# Senožeti, Zagorje ob Savi
Senožeti so naselje v Občini Zagorje ob Savi.